# Seamus Logan
Seamus Logan est un homme politique écossais né en Irlande du Nord qui est député d'Aberdeenshire North and Moray East depuis juillet 2024.
Né à North Antrim, il étudie à l'université de Stirling, en Écosse, avant de retourner en Irlande du Nord et de faire carrière dans le domaine de la santé et des services sociaux.
Il est élu conseiller du parti national écossais pour le ward de Fraserburgh and District (en) en 2022.
Le 5 juillet 2024, il est élu député pour la circonscription nouvellement formée d'Aberdeenshire North and Moray East.